# (3100) Циммерман
(3100) Циммерман (лат. Zimmerman) — типичный астероид главного пояса, открыт 13 марта 1977 года советским астрономом Николаем Черных в Крымской астрофизической обсерватории и 2 апреля 1988 года назван в честь советского астронома Николая Циммермана.

## Обнаружение и именование
(3100) Циммерман
Открыт 13 марта 1977 года в Научном Н. С. Черных.
Назван в память о заведующем астрометрическим отделом Пулковской обсерватории с 1938 года и профессоре Ленинградского университета с 1937 года Николае Владимировиче Циммермане (1890—1942), известном своими работами по астрометрии и звёздным каталогам.
Оригинальный текст (англ.)3100 Zimmerman
Discovered 1977-03-13 by Chernykh, N. at Nauchnyj.
Named in memory of Nikolaj Vladimirovich Zimmerman (1890—1942), head of the astrometric department of Pulkovo Observatory from 1938, and professor at Leningrad University from 1937, known for his work on astrometry and star catalogues.
Источники: DISCOVERY.DB; M.P.C. 12970.

## Орбита

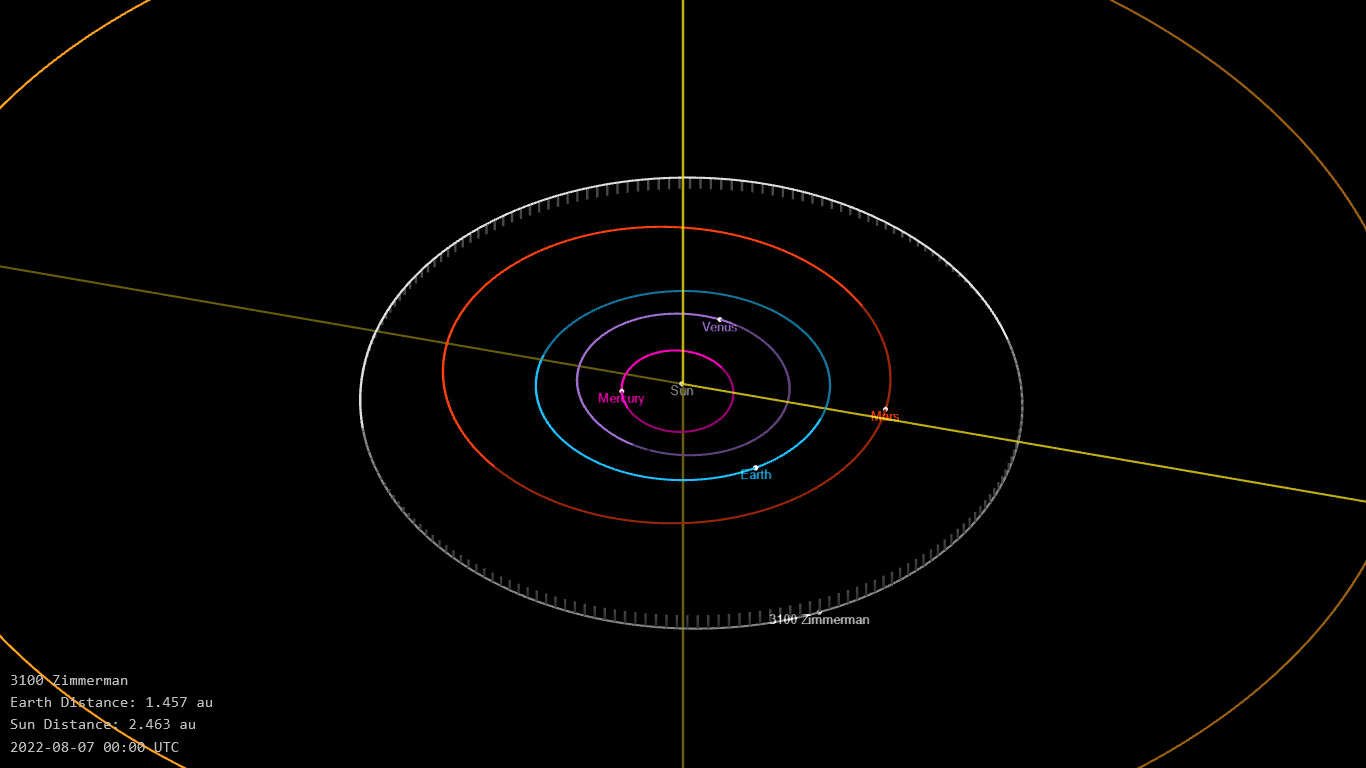
Орбита астероида Циммерман и его положение в Солнечной системе

## Физические характеристики
Астероид относится к таксономическому классу S.
По результатам наблюдений в видимом и ближнем инфракрасном диапазоне космического телескопа NEOWISE диаметр астероида сначала оценивался равным 5,28±0,97 км, позже — 5,288±0,165 км. Согласно тем же источникам альбедо оценивается как 0,26±0,14 и 0,251±0,034.